# Liste von Salzmuseen
Die folgende Liste von Salzmuseen gibt einen Überblick zu  Salzmuseen, also zu Museen in aller Welt, die die Gewinnung und die Vermarktung von Speisesalz zum Hauptthema haben. Die Liste erhebt keinen Anspruch auf Vollständigkeit.

## Deutschland
| Bezeichnung                            | Bild           | Standort                                 | Bundesland             | Errichtung Einweihung | Weitere Informationen |
| -------------------------------------- | -------------- | ---------------------------------------- | ---------------------- | --------------------- | --- |
| Salzmuseum (Bad Reichenhall)           | weitere Bilder | Bad Reichenhall, Alte Saline (Lage)      | Bayern                 |                       | Siehe auch Liste der Museen im Landkreis Berchtesgadener Land und alte-saline.de                                                                |
| Salzmuseum (Bad Sooden-Allendorf)      | weitere Bilder | Bad Sooden-Allendorf (Lage)              | Hessen                 | 1979 eröffnet         | |
| Salzmuseum Bad Sülze                   |                | Bad Sülze, Saline 7 (Lage)               | Mecklenburg-Vorpommern |                       | Siehe auch Liste der Baudenkmale in Bad Sülze                                                                                                   |
| Museum Salz & Moor                     | weitere Bilder | Grassau, Klaushäusl 9 (Lage)             | Bayern                 | 1995                  | |
| Technisches Halloren- und Salinemuseum | weitere Bilder | Halle (Saale), Mansfelder Str. 52 (Lage) | Sachsen-Anhalt         | 1967                  | |
| Deutsches Salzmuseum                   | weitere Bilder | Lüneburg, Sülfmeisterstraße 1 (Lage)     | Niedersachsen          | 1989 eröffnet         | Siehe auch Liste der Baudenkmale in Lüneburg |
| Sälzermuseum                           |                | Salzkotten, Klingelstraße 6 (Lage)       | Nordrhein-Westfalen    |                       | Siehe auch Liste der Baudenkmäler in Salzkotten (Nr. 12), Salzkotten#Museen, Salzmuseum Salzkotten, Salzmuseum Salzkotten und Saline Salzkotten |
| Soltauer Salzmuseum                    |                | Soltau, Bahnhofstraße 6 (Lage)           | Niedersachsen          | 2015                  | |

## Weitere
| Bezeichnung                                          | Bild            | Standort                                                                           | Staat                  | Errichtung Einweihung | Weitere Informationen |
| ---------------------------------------------------- | --------------- | ---------------------------------------------------------------------------------- | ---------------------- | --------------------- | --------------------- |
| Salzmuseum (Slănic)                                  |                 | Slănic (Lage)                                                                      | Rumänien               |                       |                       |
| Salz- und Zuckermuseum (Museo de la Sal y el Azucar) |                 | Aguadulce (Panama) (Lage)                                                          | Panama (Mittelamerika) | 1998                  |                       |
| KOCIS Salt Museum                                    | weitere Bilder, | Jeungdo (Lage)                                                                     | Südkorea               |                       |                       |
| Salzmuseum (Réunion) (französisch Musée du Sel)      | weitere Bilder  | Gemeinde Saint-Leu (auf der französischen Insel Réunion im Indischen Ozean) (Lage) | Frankreich             |                       |                       |